# هاري كرين
هاري كرين (بالإنجليزية: Harry Crane)‏ هو كاتب سيناريو أمريكي، ولد في 23 أبريل 1914 في بروكلين في الولايات المتحدة، وتوفي في 12 سبتمبر 1999 في بيفرلي هيلز في الولايات المتحدة.